# 亞巴琳
亞巴琳（Abarim；希伯來語：הָרֵי הָעֲבָרִים，Har Ha-'Abarim, Harei Ha-'Abarim；七十士譯本作to oros to Abarim, en to peran tou Iordanou，意思就是亞巴琳山或亞巴琳山脈）是一座位於约旦河東岸的山脈。這山脈橫跨约旦，到死海東岸及東南岸，一直南下到阿拉伯沙漠。根據《舊約全書·民數記》廿七章12節，相傳摩西帶領以色列人離開埃及時，曾在這山上停留，觀看迦南地。